# Capanna Ginestra
La capanna Ginestra è situata a 995 m sulle falde del Motto della Croce, sopra i monti di Roveredo.